# Mentor (Ohio)
Mentor è una città degli Stati Uniti d'America, nella contea di Lake, nello Stato dell'Ohio.